# Орден Святого Лазаря
Военный и госпитальерский орден Святого Лазаря Иерусалимского — один из древнейших рыцарских религиозных орденов. На протяжении всей своей истории рыцари-лазариты были сосредоточены на попечении о больных (с чем связано возникновение слова лазарет). Символом лазаритов служил зелёный крест на белом плаще.
Орден основан крестоносцами в Палестине в 1098 году на базе больницы для прокажённых, которая существовала под юрисдикцией Греческой патриархии. Наряду со здоровыми людьми орден принимал в свои ряды рыцарей, заболевших проказой. Он следовал уставу святого Августина, но до 1255 года не был официально признан Святым Престолом, хотя имел определённые привилегии и получал пожертвования.

Крест Святого Лазаря

После захвата Саладином Иерусалима в октябре 1187 года орден участвовал в боевых действиях, в частности во время Третьего крестового похода. Отряд прокажённых воинов, бросавшихся в бой с открытыми забралами, наводил ужас на сарацин, боявшихся заразиться. В битве при Форбии 1244 года орден потерял весь свой личный состав, участвовавший в битве (как здоровых, так и прокажённых рыцарей вместе с магистром).
После вытеснения крестоносцев из Палестины орден обосновался во Франции, где продолжил госпитальную деятельность, и в других европейских странах. Классическим примером уединённых убежищ, где лазариты продолжали заботиться о прокажённых, может служить остров Лазаретто в Венецианской лагуне. Национальные ветви ордена потеряли связь друг с другом, хотя каждая претендовала на прямое правопреемство со средневековым братством.
В 1572 году савойская ветвь ордена объединилась с Орденом святого Маврикия в Орден Святых Маврикия и Лазаря, чей знак на сегодняшний день является династической наградой Савойского дома. В 1608 году французская часть ордена вместе с орденом Кармельской Богоматери составили Королевский орден Кармельской Богоматери и Святого Лазаря Иерусалимского, который просуществовал до 1830 года.
Современный орден Святого Лазаря представляет собой организацию с оспариваемой преемственностью, имеет отделения в 24 странах по всему миру и продолжает благотворительную деятельность.